# Heilbronner Fahrzeug-Fabrik
Die Heilbronner Fahrzeug-Fabrik – nach anderen Quellen Heilbronner Fahrzeugfabrik – war ein deutscher Hersteller von Automobilen und Karosserien.

## Unternehmensgeschichte
Das Unternehmen wurde 1905 als Heilbronner Fahrzeugfabrik Paul Günther gegründet.  Es gibt einen Hinweis darauf, dass Paul Günther die in Konkurs gegangene Firma W. Diem & Co. übernahm. Der Unternehmenssitz war zumindest in der Anfangszeit in der Paulinenstraße in Heilbronn. Die Zeitschrift Der Motorwagen berichtete, dass im Januar 1907 eine Filiale an der Gitschiner Straße in Berlin eröffnet werden sollte. In einer Anzeige wird diese Adresse ebenfalls genannt. Wichtigster Produktionszweig war die Herstellung von Karosserien. Lediglich zu Beginn des Unternehmens entstanden auch eigene Automobile.
Der Markenname lautete Heilbronn.
Im Juni 1910 gründete Paul Günther das Zweiggeschäft Heilbronner Fahrzeugfabrik Paul Günther in Berlin. In Partnerschaft mit Ernst Schebera folgte im Februar 1911 die Gründung der Carosserie Schebera GmbH.
Im Juli 1914 nahm Paul Günther eine Umwandlung seiner Heilbronner Firma in die Heilbronner Fahrzeugfabrik GmbH vor. In einer Anzeige, die auf 1916 datiert ist, wird die Adresse Weipertstraße in Heilbronn angegeben. Während des Ersten Weltkriegs wurden Heeresaufträge durchgeführt.
Durch Gesellschafterbeschluss vom 16. November 1920 erfolgte die Namensänderung in Süddeutsche Karosseriewerke Schebera GmbH. Der Betrieb wurde im März 1921 in eine Aktiengesellschaft umgewandelt und firmierte als Süddeutsche Carosseriewerke Schebera AG, an der Paul Günther nicht mehr beteiligt war. Die Auflösung der AG erfolgte durch Beschluss der Generalversammlung vom 25. Oktober 1930.

## Fahrzeuge
Das Unternehmen stellte etwa 1905 unter seinem Namen komplette Motorwagen her.